# Веригин, Сергей Геннадьевич
Сергей Геннадьевич Веригин (род. 1956) — доктор исторических наук, профессор.

## Биография
Среднюю школу окончил в Сегеже в 1973 году.
В 1978 году с отличием окончил исторический факультет Петрозаводского госуниверситета (ПетрГУ) по специальности «история».
Преподавал историю в средней школе № 9 Петрозаводска, затем учился в аспирантуре ПетрГУ.
В 1983 году в Ленинградском государственном университете защитил кандидатскую диссертацию по теме «Карелия в годы Великой Отечественной войны», в 1992 году присвоено ученое звание доцента по кафедре политических наук ПетрГУ.
В 2012 году защитил докторскую диссертацию на соискание ученой степени доктора исторических наук в Институте российской истории РАН по теме «Карелия в годы Второй мировой войны: политические и социально-экономические процессы: 1939—1945 гг.».
С 1993 года — декан исторического факультета ПетрГУ, с 2014 по 2023 года — директор Института истории, политических и социальных наук ПетрГУ.

## Награды
- Медаль «За заслуги перед Республикой Карелия» (2023)[1].

## Основные научные работы
Веригин С. Г. является автором более двухсот опубликованных научных работ. Более сорока его работ опубликованы иностранными издательствами на английском и финском языках по теме Второй мировой войны, проблемам советско-финских отношений и истории спецслужб России и Финляндии.

#### Учебные пособия
- Карелия в годы Второй мировой войны: политические и социально-экономические процессы. Часть 4. Карелия на заключительном этапе Второй мировой войны. Учебное пособие для студентов, магистрантов и аспирантов гуманитарных специальностей высших учебных заведений [Текст]. — Петрозаводск: ПетрГУ, 2016. — 62с. (РИНЦ)
- Карелия в годы Второй мировой войны: политические и социально-экономические процессы. Учебное пособие. Часть II. Советская Карелия в период военных действий на Карельском фронте (июнь 1941 — сентябрь 1944 гг.) [Текст] / С. Г. Веригин. — Петрозаводск: Изд-во ПетрГУ, 2015. — 124с. — ISBN 978-2-8021-3073-5 (ч.2). (РИНЦ)
- Карелия в годы Второй мировой войны: политические и социально-экономические процессы. Учебное пособие. Часть III. Оккупированные районы Карелии в 1941—1944 годах [Текст] / С. Г. Веригин. — Петрозаводск: Изд-во ПетрГУ, 2015. — 126с. — ISBN 978-2-8021-2697-4 (ч.3). (РИНЦ)
- Карелия в годы Второй мировой войны: политические и социально-экономические процессы. Часть I. Советско-финляндская (Зимняя) война и её последствия для Карелии: учебное пособие для студентов, магистрантов и аспирантов гуманитарных специальностей высших учебных заведений. [Текст] / С. Г. Веригин. — Петрозаводск: Изд-во ПетрГУ, 2013. — 156с. — ISBN 978-2-8021-1926-6. (РИНЦ)

#### Монографии
- Ita-Karjalan kansanmurha. Todistusaineisto suomalaisen miehityshallinnon rikoksista ihmisyytta vastaan jatkosodan aikana 1941—1944 [Текст] / С. Г. Веригин, А. Машин. — Helsinki: Johan Backman Publications. Helsinki, 2020.
- Загадки Сандармоха. Часть I. Что скрывает лесное урочище. [Текст] / С. Г. Веригин, А.. Машин. — Финляндия: Johan Backman Publications, 2019. — 90с.
- Mashin A. Sandarmohin arvoitus [Text] / A. Mashin, S. G. Verigin. — Финляндия: Johan Backman Publications, 2019. — 95p.
- Vakoojat Vastakkain. Suomen ja Neuvostoliiton tiedustelusota 1939—1944 [Text] / S. G. Verigin. — Helsinki: Minerva, 2019. — 312p.
- Советская контрразведка против финских спецслужб (1939—1944) [Текст] / С. Г. Веригин. — Москва: Вече, 2018. — 320с. (РИНЦ)
- Противостояние: борьба советской контрразведки против финских спецслужб (1939—1944) [Текст] / С. Г. Веригин. — Петрозаводск: ПетрГУ, 2018. — 279с. (РИНЦ)
- Под чужими знаменами: военный коллаборационизм в Карелии в годы Второй мировой войны (1939—1945) [Текст] / С. Г. Веригин. — Петрозаводск: Изд-во ПетрГУ, 2016. — 123с. — ISBN 978-2-8021-2946-3. (РИНЦ)
- Verigin Sergei. Pettureita vai sodan uhreja.Yhteistyo vihollisen Kanssa Karjalassa toisen maailmansodan aikana. [Text] / Sergei Verigin. — Helsinki: Minerva, 2014. — 280p.